# Friedrichsgraben
Friedrichsgraben (dänisch Frederiksgrave, plattdt.: Vossbarg) ist eine Gemeinde im Kreis Rendsburg-Eckernförde in Schleswig-Holstein.

## Geografie

### Geografische Lage
Friedrichsgraben liegt etwa 15 km westlich von Rendsburg auf dem östlichen Ufer der Untereider im Bereich des Naturraums der Eider-Treene-Niederung entlang der Flusskilometer 32–36. Das Hartshoper Moor erstreckt sich direkt östlich fortsetzend im Gemeindegebiet von Sophienhamm.

### Ortsteile
Wohnplätze im Gemeindegebiet sind die namenstiftende Streusiedlung, die Wirtshaussiedlung Hohnerfähre, die Häusergruppe Fuchsberg und die Hofsiedlungen Klein- und Großmoorhaus.

### Nachbargemeinden
Angrenzende Gemeindegebiete von Friedrichsgraben sind:
|             | Tielen, Friedrichsholm                      |                        |
| Tielenhemme | Kompassrose, die auf Nachbargemeinden zeigt |                        |
|             | Dellstedt                                   | Sophienhamm, Bargstall |

## Geschichte
Der Ort wurde 1762 im Rahmen der Moorkolonisation gegründet und nach dem dänischen König Friedrich V. benannt.
Bis zur Vollendung der Eiderschleuse Nordfeld bei Drage wurde der Ort mehrmals aufgrund von Deichbrüchen an der Eider durch Hochwasser bedroht. Mit dem Bau der Eiderschleuse verschwanden jedoch auch die Störe aus dem Oberlauf des Flusses.

## Politik

### Gemeindeversammlung
Da weniger als 70 Einwohner in der Gemeinde leben, hat sie laut § 54 der schleswig-holsteinischen Gemeindeordnung keine gewählte Gemeindevertretung, sondern eine Gemeindeversammlung, an der alle wahlberechtigten Einwohner teilnehmen.

### Wappen
Blasonierung: „In Grün ein schräglinker silberner Wellenbalken, begleitet oben von einer silbernen Königskrone und unten von einem stehenden silbernen Fuchs.“

## Wirtschaft und Verkehr
Das Gemeindegebiet ist überwiegend landwirtschaftlich genutzt.
Die Gemeinde Friedrichsgraben liegt entlegen abseits von der Bundesstraße 202 zwischen Friedrichstadt und Rendsburg. Weiter südlich führt die Bundesstraße 203 von Rendsburg nach Heide.